# 대산동 (부천시)
대산동(大山洞)은 대한민국 경기도 부천시의 폐지된 행정동이다. 2019년 7월 1일 송내1동, 송내2동, 심곡본동, 심곡본1동이 병합되어 만들어졌다. 동명은 성주산의 본래 이름인 대산(大山)에서 유래하였다.

## 법정동
- 심곡본동(深谷本洞)
- 송내동(松內洞)

## 연혁
- 1914년 4월 1일: 부천군 계남면 심곡리, 구지리.
- 1931년 4월 1일: 계남면이 소사면으로 개칭함.
- 1941년 10월 1일: 소사면이 소사읍으로 승격함.
- 1973년 7월 1일: 부천시 승격으로 부천시 심곡1동, 송내동이 됨.
- 1988년 1월 1일: 구제 실시로 부천시 남구 심곡1동, 송내동이 됨.
- 1990년 1월 1일: 심곡1동을 심곡1동과 심곡본동으로, 송내동을 송내1동과 송내2동으로 분동함.
- 1993년 2월 1일: 남구 심곡1동을 소사구 심곡본1동으로, 남구 심곡본동을 소사구 심곡본2동으로 개칭함.
- 1994년 1월 1일: 심곡본2동을 심곡본동으로 환원함.
- 2016년 7월 4일: 구제 폐지.
- 2019년 7월 1일: 광역동 제도의 도입에 따라 심곡본동, 심곡본1동, 송내1동, 송내2동을 대산동으로 통합함.
- 2024년 1월 1일: 일반동 제도의 도입에 따라 대산동을 심곡본동, 심곡본1동, 송내1동, 송내2동으로 분동함.

## 주요 기관

### 관공서
- 대산동 행정복지센터
- 심곡본주민지원센터
- 송내1주민지원센터
- 송내2주민지원센터

### 교육기관
- 도원초등학교
- 부천남초등학교
- 송일초등학교
- 솔안초등학교
- 성주초등학교
- 성주중학교
- 부천남중학교
- 부천여자중학교
- 송내고등학교
- 부천고등학교
- 부천공업고등학교
- 정명고등학교
- 상동고등학교
- 경기경영고등학교
- 산학교(초중등 대안학교)

## 교통

### 버스
- 시내일반: 3번,  6-2번, 12-1번, 19번, 20번(중형), 25번, 50번, 53번, 75번, 88번
- 간선: 8번, 11번, 14-1번, 14-1A번, 16-1번, 20번(대형), 30번
- 좌석: 103-1번
- 급행: 909번
- 광역: 8106번, 8906번

### 철도
- ● 수도권 전철 1호선 송내역, 중동역, 부천역

### 도로
- 경인로
- 중동로
- 송내대로
- 서촌
- 성주로
- 수도권제1순환고속도로(송내 나들목)